# Äthiosemitische Sprachen
Die äthiosemitischen Sprachen (auch äthiopische, äthiopisch-semitische oder afrosemitische Sprachen genannt) sind eine Gruppe von Sprachen, die in Nord-Äthiopien und Eritrea gesprochen werden. Zusammen mit den altsüdarabischen Sprachen bilden sie die Untergruppe der südwestsemitischen Sprachen innerhalb der semitischen Sprachen (wobei die Zugehörigkeit der altsüdarabischen Sprachen zu dieser Untergruppe nicht gesichert ist).
Zu den äthiosemitischen Sprachen zählen u. a. Amharisch, Tigrinya, Tigre, die Gurage-Sprachen, Harari und das ausgestorbene Altäthiopisch.
Die äthiosemitischen Sprachen sind wie folgt in zwei Hauptgruppen unterteilt.
- die nordäthiosemitischen Sprachen (Tigrinya, Tigre und Dahalik)
- die südäthiosemitischen Sprachen (u. a. Amharisch)